# Johannes Diemer
Johannes Diemer auch Johann Diemer (* 1830 oder 1832 in Unterammergau; † 8. Mai 1896 in Oberammergau) war ein deutscher Hotelier, Chorleiter und Schauspieler.

## Leben

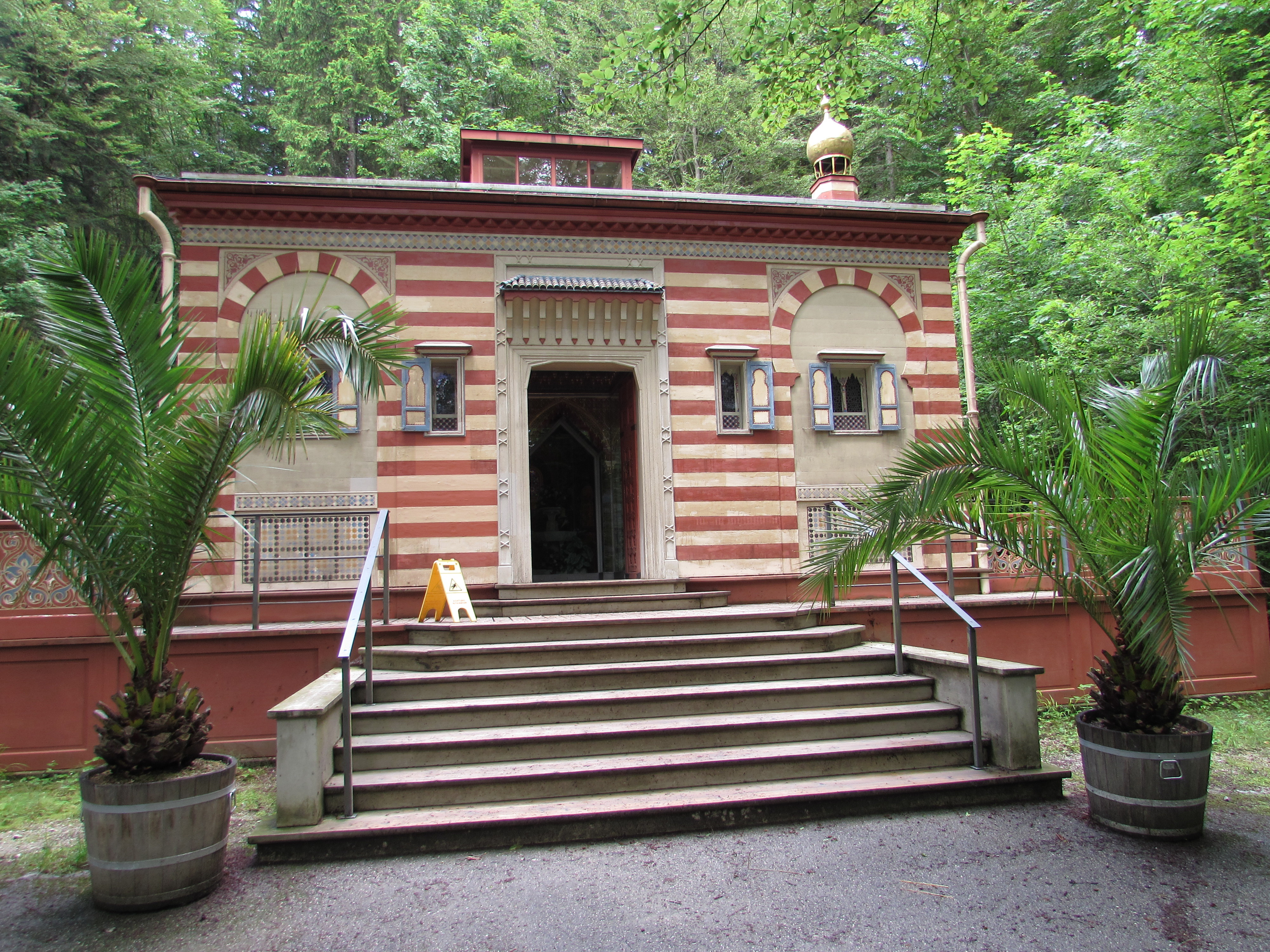
Marokkanisches Haus

Johannes Diemer war der Sohn des Kürschnermeisters Michael Diemer († 24. April 1852), späterer Chorführer und Bürgermeister von Oberammergau. Bereits im Kindesalter siedelte die Familie nach Oberammergau um. 
Seine Neffen waren der Kunstmaler Michael Zeno Diemer und der Hochschullehrer Karl Krumbacher. 
Er entwickelte bereits früh eine Begabung für die darstellende Kunst und nahm bereits 1840 als eines der Kinder, die das Kreuz anbeteten, an den Oberammergauer Passionsspielen teil. 1850 sang er in dem von Eduard Devrient geschriebenen Stück als Schutzgeist. 
Er war während der Passionsspiele, als Nachfolger seines Vaters, 1860, 1870, 1871 (1870 wurden die Passionsspiele durch den Deutsch-Französischen Krieg unterbrochen und 1871 fortgesetzt), gemeinsam mit Joseph Alois Daisenberger, sowie 1880 Chorführer der Festspiele. 1890 stellte er den Herodes dar.
In Oberammergau betrieb er ein Hotel und eine Pension und war von 1865 bis 1871 Bürgermeister und Sänger im Kirchenchor sowie Präsident des 1866 gegründeten Männerchors Liederkranz und auch Vorsteher mehrerer gemeinnütziger Vereine, unter anderem dem Raiffeisenverein. 
Er war der Besitzer des Anwesens Osterbichl und kaufte für die Gemeinde Oberammergau zur Erinnerung an König Ludwig II. aus dessen Nachlass das Marokkoschlösschen (siehe Marokkanisches Haus) vom Schloss Linderhof und ließ es auf eigene Kosten in Einzelteile zerlegen, nach Oberammergau transportieren und dort auf seinem Besitz auf dem Osterbichl wieder aufbauen. Nach seinem Tod verfiel das Haus und wurde 1980 vom Schloss Linderhof zurückgekauft. 
Seinen Nachruf verfasste die Schriftstellerin Wilhelmine von Hillern, die ihm auch 1890 ihre Schrift Am Kreuz widmete.